# Кузнецов Микола Олексійович (ватерполіст)
Кузнецов Микола Олексійович (25 квітня 1931 — 30 серпня 1995) — радянський ватерполіст.
Бронзовий призер Олімпійських Ігор 1964 року.